# Propnight
《Propnight》是一款Windows平台上的生存恐怖多人在线游戏， 由Fntastic开发，Mytona发行。游戏于2021年12月在Steam上线。这是一个一对四的游戏，玩法类似于《黎明杀机》。 其中一名玩家扮演杀手，其他四人扮演有能力变成道具的幸存者。游戏在2024年1月关闭服务器。

## 背景故事
游戏的背景比较神秘，开发商在游戏之外给出的唯一介绍是：“在一个偏远小镇上，青少年不断地神秘失踪”。 在一次采访中，Fntastic的传播总监Anna Vasilieva解释说，《Propnight》有它自己的神秘故事背景，制作者很高兴地在游戏中加入了许多会被玩家注意到的小东西，而不希望剥夺玩家猜测和推理的乐趣。

## 玩法
本作是一款1V4的不对称恐怖游戏。四名玩家扮演青少年幸存者，第五个玩家扮演杀手。幸存者的目标是让至少一名幸存者逃离地图。要做到这一点，幸存者必须修复地图上的7台机器中的5台以打开地图的出口。 杀手的目标是杀死所有4名幸存者，或者阻止他们逃跑。要抓住一个幸存者，杀手必须将其打倒，然后把他（她）捆绑在一张椅子上。如果他（她）一定时间内没有被另一个幸存者解救，就会死在那里。每个幸存者只能以这种方式获救两次；如果幸存者第三次被绑在椅子上，就会立即死亡。 在游戏中，幸存者可以变身为附近的道具，以躲避杀手。

## 开发和發行
本作使用虚幻引擎开发。 游戏在2021年10月15日至18日期间在Steam上进行了PC版的公开测试后，12月在Steam上线。它的界面和字幕支持15种语言。2024年1月22日，游戏关闭服务器。

## 评价
| 媒体         | 得分 |
| ------------ | ---- |
| mmogames.com | 6/10 |
| NME          | 3/5  |

NME网站的Aron Poter认为，得益于变化成道具的机制，游戏十分紧张和富有挑战，不时也会有一些搞笑的时刻。杀手们拥有丰富的技能，但有些杀手太强力了。
一些评论者批评了游戏刚发售时的技术问题。例如，Sirius Gaming的Rhett Roxl批评说，游戏对动态模糊的处理很有问题，即使在菜单里将其关闭，也能感受到它的存在，令人不适。游戏的帧数也不稳定，经常下降。在战况激烈时，更是雪上加霜。 

## 脚注
1. ↑  游戏名中的prop指道具，所以有时游戏被称为《道具之夜》